# Type Gs1 STCRP

Le type Gs1 de la Société des transports en commun de la région parisienne (STCRP) sont des véhicules de tramway qui ont circulé sur le réseau parisien entre 1922 et 1936.

## Histoire

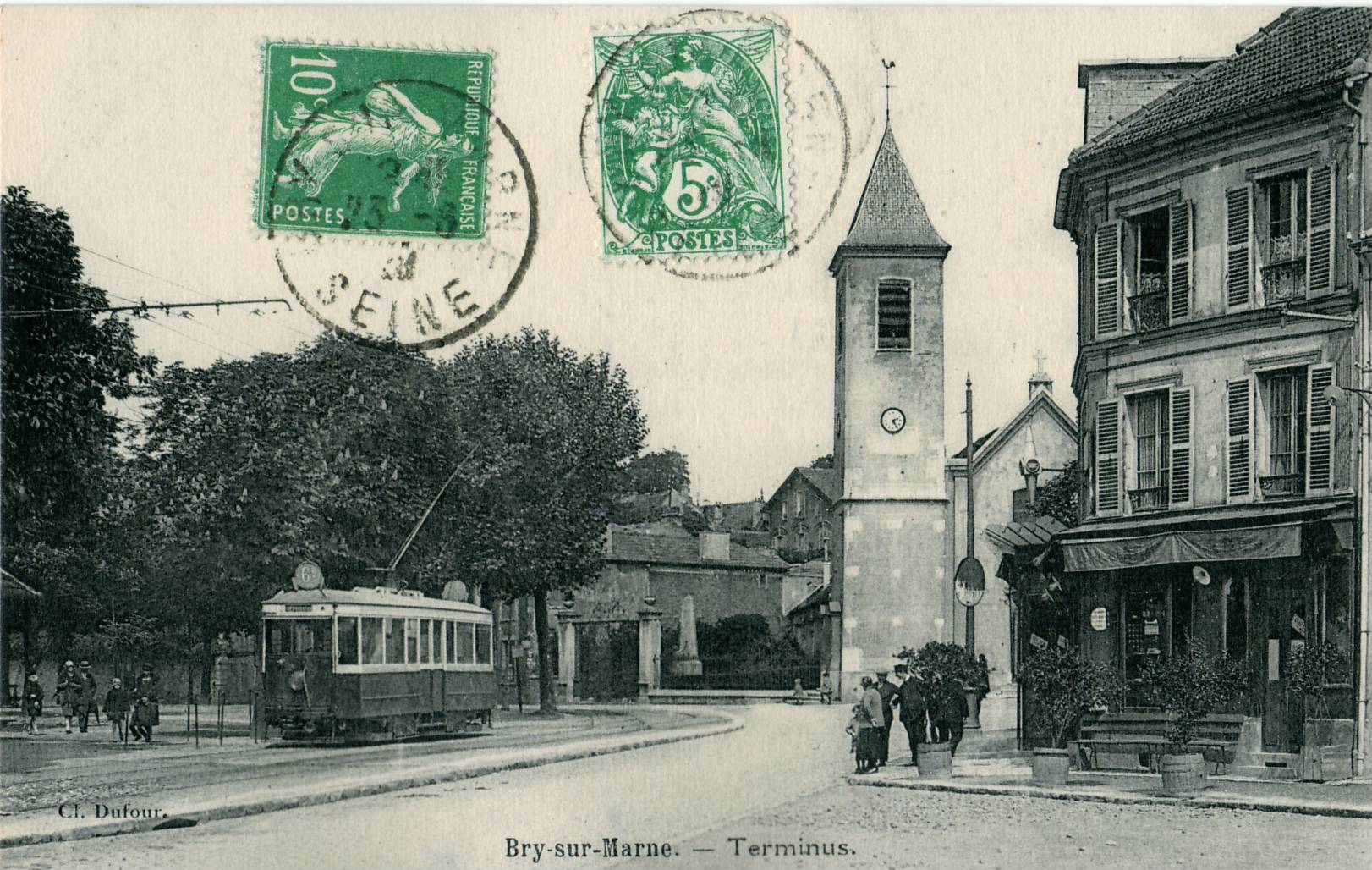
Une motrice Gs1 au terminus de Bry-sur-Marne sur la ligne 6B

La STCRP réalise en 1921 sur le modèle des motrices de type G de la Compagnie générale des omnibus (CGO), une série de 100 véhicules à 2 essieux, adaptée à la réversibilité, pour assurer l'exploitation de ses lignes. En 1922, la série est mise en service puis réformée entre 1934 et 1936.

## Description
Ces motrices possédaient une caisse similaire à la série G. La seule différence extérieure était la suppression du lanterneau de toiture. Le châssis se constituait de longerons d'un seul tenant. L'équipement de traction offrait une puissance supérieure, nécessaire à la réversibilité. Les motrices Gs1 circulaient attelées à des attelages de type As1 conçus pour la réversibilité.

## Caractéristiques
Numérotation : 701 à 800
- Longueur : 11,31 m
- Largeur : 2 m
- Empattement des essieux : 3,60 m
- Poids : 14,8 t
- Puissance : 2 x 60 cv (moteurs TH 523)
- Capacité : 
  - places assises : 1re classe : 15 places, 2e classe : 15 places
  - places debout sur la plateforme : 10 places